# Accept No Substitute! - The Definitive Hits (DVD)
Accept No Substitute! - The Definitive Hits è un doppio DVD pubblicato dal gruppo inglese Status Quo nel novembre del 2015.

## Il DVD
Contiene in ordine cronologico gran parte dei video musicali registrati dagli Status Quo dagli anni '60 al 2013, alcuni dei quali mai inclusi in precedenti pubblicazioni.
Il secondo DVD, inoltre, contiene inedito materiale dal vivo degli anni '70 (una lunga versione del brano Is It Really Me/Gotta Go Home, presso la trasmissione tedesca Beat Club nel 1970), anni '90 (Wembley Arena di Londra nel 1996) e 2014 (Download Festival del circuito di Donington Park).

## Tracce DVD
DVD 1
1. Pictures of Matchstick Men
2. Down the Dustpipe
3. Paper Plane
4. Caroline
5. Down Down
6. Roll Over Lay Down - Live EP version
7. Rain
8. Mystery Song
9. Wild Side of Life
10. Rockin' All Over the World
11. Again and Again
12. Let Me Fly
13. Someone Show Me Home - Video inedito
14. Accident Prone - Video inedito
15. Whatever You Want
16. Living on an Island
17. Runaway
18. Who Asked You?
19. What You're Proposing
20. Lies
21. Don't Drive My Car
22. Something 'Bout You Baby I Like
23. Rock'n'Roll
24. Dear John
25. Marguerita Time
26. Going Down Town Tonight
27. The Wanderer
28. Rollin' Home
29. In the Army Now
30. Dreamin'
31. Ain't Complaining
32. Who Gets the Love?
33. Running All Over the World
34. Burning Bridges
35. Not at All
36. Little Dreamer
37. Anniversary Waltz - Part I
38. Anniversary Waltz - Part II
39. Can't Give You More
40. Rock 'Til You Drop - Video inedito
41. Roadhouse Medley
42. I Didn't Mean It
43. Sherri Don't Fail Me Now
44. Restless
45. When You Walk in the Room
46. Fun, Fun, Fun
47. Don't Stop
48. All Around My Hat
49. The Way It Goes

DVD 2
1. Mony Mony
2. Old Time Rock and Roll
3. Jam Side Down
4. All Stand Up
5. You'll Come 'Round
6. Thinking of You
7. The Party Ain't Over Yet
8. Beginning of the End
9. It's Christmas Time - Video inedito
10. In the Army Now 2010
11. Rock'n'Roll'n'You - Video inedito
12. Two Way Traffic - Video inedito
13. Let's Rock
14. Bula Quo
15. Looking Out for Caroline
16. Go Go Go
17. Is It Really Me/Gotta Go Home - Live Beat Club 1970, video inedito
18. Paper Plane - Live Wembley Arena 1996, video inedito
19. Softer Ride - Live Wembley Arena 1996, video inedito
20. The Wanderer - Live Wembley Arena 1996, video inedito
21. Backwater - Live Wembley Arena 1996, video inedito
22. Gerdundula - Live Wembley Arena 1996, video inedito
23. Something 'Bout You Baby I Like - Live Wembley Arena 1996, video inedito
24. Don't Waste My Time - Live Wembley Arena 1996, video inedito
25. All Around My Hat - Live Wembley Arena 1996, video inedito
26. Caroline - Live Download Festival 2014, video inedito
27. Paper Plane - Live Download Festival 2014, video inedito
28. Big Fat Mama - Live Download Festival 2014, video inedito
29. Roll Over Lay Down - Live Download Festival 2014, video inedito
30. Down Down - Live Download Festival 2014, video inedito
31. Whatever You Want - Live Download Festival 2014, video inedito
32. Rockin' All Over the World - Live Download Festival 2014, video inedito

## Formazione
Nei brani si esibiscono i vari componenti che si sono alternati nel corso dei decenni attorno ai due leader storici del gruppo, Francis Rossi e Rick Parfitt.
- Francis Rossi - chitarra, voce
- Rick Parfitt - chitarra, voce
- Alan Lancaster - basso, chitarra, voce
- John Coghlan - batteria, percussioni
- Roy Lynes - tastiere, pianoforte
- Andy Bown - chitarra, armonica, piano, voce
- Pete Kircher - batteria, percussioni
- Jeff Rich - batteria, percussioni
- John 'Rhino' Edwards - basso, chitarra, voce
- Matt Letley - batteria, percussioni
- Leon Cave - chitarra, batteria, voce